# Olivia Bee
Olivia Bolles (Portland, Oregón; 5 de abril de 1994), más conocida como Olivia Bee, es una fotógrafa estadounidense.

## Datos personales
Olivia es hija  de una peluquera y un trabajador en Hi-tech. Olivia creció en Portland, Oregón. Se trasladó a Brooklyn, Nueva York, cuando  tenía 18 años.

## Fotografía
El interés de Olivia en la fotografía comenzó a la edad de 11 años cuando asistió a su primera clase de fotografía. En 2013 resume sus primeros trabajos así: "Como, animales de peluche  y una foto de mi madre en la cocina." Posteriormente, Olivia comenzó a tomar fotos de manera independiente y a subirlos a la página web de alojamiento de imágenes de Flickr, donde la empresa de calzado Converse vio su trabajo y le pidió que hiciera fotos para la compañía. Su primer trabajo fue presentado en una campaña publicitaria para Converse cuando tenía 14 años. Posteriormente su trabajo también fue utilizado en las campañas para Adidas, Fiat, Hermès, Levi Strauss & Co., Nike y Subaru, y publicado por The New York Times y Le Monde.  Olivia decidió proseguir en la fotografía como una carrera de tiempo completo después de intentar estudiar sin éxito en la Cooper Union de Nueva York.

## Estilo de trabajo
Su trabajo está en gran parte centrado en su vida cotidiana y la de sus amigos; Kurt Soller de la revista Nueva York describió su trabajo como "fotografías de ensueño, inspiradas en los setenta, tal vez desperdiciadas de jóvenes cada vez más famosos, que sólo quieren divertirse, inyectados con lavados de color ombré (a menudo rosa)", mientras Kathy Sweeney en The Guardian señaló que "Olivia encuentra un color onírico, inocente en una suave y disoluta experimentación de sus amigos". Sus fotografías a menudo divergen de la regla de tercios, colocando en cambio los temas en el centro del marco. En 2011 citó a Ryan McGinley, Annie Leibovitz y Nan Goldin como influencias, y atribuye su inspiración a su hermano menor, y al talento musical y artístico de su madre y de su padre.